# Laborien
Le Laborien est une culture archéologique de l'Épipaléolithique (phase finale du Paléolithique), définie en 1963 par Laurent Coulonges à partir des vestiges découverts dans la grotte de La Borie del Rey, à Blanquefort-sur-Briolance, en Lot-et-Garonne.

## Chronologie
Le Laborien succède à l'Azilien et précède le Mésolithique. Il s'étend d'environ 12 500 à 10 800 ans avant le présent (AP) (10500 à 8800 av. J.-C.). Le Laborien chevauche ainsi le passage de la dernière période glaciaire à la période interglaciaire qu'est l'Holocène, vers 9700 av. J.-C.
Le Laborien ancien correspond à peu près à la deuxième moitié du Dryas récent (dernier stade du Pléistocène supérieur), et le Laborien récent au début de l'Holocène.

## Historique
La première publication du nom Laborien est due à Laurent Coulonges en 1963 pour la grotte de La Borie del Rey. Il conteste ainsi le modèle culturel d'un Magdalénien final progressivement enrichi par des éléments aziliens, proposé par François Bordes et Denise de Sonneville-Bordes en 1979.
Selon Michel Barbaza (1997), le Laborien est assez bien connu au nord de la Garonne, où il se manifeste immédiatement après le Magdalénien et en parallèle avec l'Azilien périgourdin et pyrénéen. Au sud en revanche, il semble qu'il n'apparaisse qu'à un stade avancé voire final de son développement.

## Définition actuelle
Dans les années 2010, un projet « Laborien » est financé par le Conseil départemental du Lot-et-Garonne et inclut une revue des séries de la grotte de La Borie del Rey et de celles du site de plein air du camping du Saut, à Port-de-Penne (Penne-d'Agenais), tous deux en Lot-et-Garonne. En 2014, Mathieu Langlais et ses collègues proposent une première réévaluation du Laborien du sud-ouest français. En 2019, cette culture est subdivisée en deux phases : une phase ancienne comprenant Protolaborien et Laborien, et une phase récente, l'Épilaborien.

## Répartition géographique
Le Laborien s'étend en France du Massif armoricain aux confins de l'Italie.
L'abri Morin, à Pessac-sur-Dordogne (Gironde), est l'un des sites où les couches supérieures de la stratigraphie, auparavant attribuées au Magdalénien final, ont été requalifiées comme relevant de l'Azilien et du Laborien. 
Le Laborien est aussi présent dans la grotte du Moulin (Troubat) (au-dessus de la couche 6, avec des pointes à dos et base tronquée, et des rectangles) ; sur le site de Buholoup (Montberaud, Haute-Garonne) ; à la grotte de la Tourasse (Saint-Martory, Haute-Garonne), etc. 
Selon Célia Fat Cheung et ses collègues (2014), les occupations laboriennes les plus distinctes sont celles de Manirac (Lectoure, Gers) et de la grotte de Gouërris (grottes de la Save, à Lespugue, Haute-Garonne).

## Caractéristiques

### Industrie lithique
Le Laborien est caractérisé par la présence de pointes de Malaurie (pointes à dos et base tronquée), de rectangles, de pointes des Blanchères et de bitroncatures trapéziformes. L'outillage domestique est dominé par des pièces tronquées, des grattoirs, des burins et, en moindre quantité, de pièces aux tranchants mâchurés. Les lames et lamelles sont normalisées.

### Expressions artistiques
Cette époque est marquée par un style figuratif unique. On voit toutefois persister les galets gravés avec des dessins géométriques qui sont emblématiques de l'Azilien.